# Medisch Contact
Medisch Contact is een Nederlands weekblad voor artsen dat wordt uitgegeven door de KNMG, de federatie van beroepsverenigingen van artsen. Het blad wordt wekelijks verspreid in een oplage van 47.000 stuks. Naast Medisch Contact geeft de KNMG ook vier keer per jaar Arts in Spe, het blad voor geneeskundestudenten, uit.

## Geschiedenis
Medisch Contact heeft zijn wortels in het verzet van artsen tegen de Duitse bezetter in de Tweede Wereldoorlog. De artsen Brutel de la Rivière, Roorda en Eeftinck Schattenkerk richtten in het stationsgebouw van Zutphen op 23 september 1941 de eerste Nederlandse artsenverzetsorganisatie als Het M.C. op. Artsen verenigden zich in het 'Medisch Contact' en communiceerden met behulp van 'estafetteberichten', berichten die steeds werden overgeschreven of mondeling werden overgedragen en vervolgens vernietigd. Een bekend bericht was de oproep in maart 1943 tot het afplakken van de tekst 'Arts' op het bordje bij de voordeur, om te zo protesteren tegen het plan van de Duitsers hen in het kader van de Gelijkschakeling te verplichten zich aan te melden voor de 'Artsenkamer'. Deze berichten waren een voorloper van het blad Medisch Contact. Na de bezetting kwam op 10 mei 1945 het eerste Mededelingenblad van het centrum van het Medisch Contact uit. De laatste uitgave was op 8 december 1945. Daarna verscheen het blad vanaf januari 1946 opnieuw als het officiële orgaan van de NMG, de voorloper van de KNMG, met als titel Medisch Contact.

## Inhoud
Het blad publiceert nieuws, interviews en optieartikelen op het gebied van de medische praktijk, onderzoek en onderwijs. Daarnaast wordt een klein gedeelte van het blad (Federatienieuws) gebruikt als federatieorgaan, waarin nieuws over de KNMG en haar aangesloten beroepsverenigingen wordt gepubliceerd.